# FK Sever Subotica
FK Sever je nogometni klub iz bačkog grada Subotice, AP Vojvodina, Srbija.
Sekcija je Sportskog društva Sever, pri tvornici Sever. Dres je crveno-plavi. Klupska himna je Napred naši Severaši (A. Korać - L. Katić). Himna je objavljena na singlici u izdanju PGP RTB 1979. godine. Na strani B iste singlice je pjesma Na severu (A. Korać). Pjesme izvodi vokalna solistica Ljiljana Petrović s vokalnim i instrumentalnim ansamblom.
Utakmice je igrao na stadionu u sklopu tvornice Sever. Danas taj stadion nosi ime "Nikola Tesla". Sever i Elektrovojvodina su nekad dijelili taj stadion, a promjena je došla nakon gašenja Severa. Dio stadiona preuzeo je NK Subotica. Kapacitet stadiona je oko 1000 gledatelja.
Objekt nije bio u funkciji od rujna 2011. godine. FK Subotica je 14. lipnja 2013. uz razumijevanje i ljubaznost vlasnika i uprave ATB Sever potpisala ugovor po kojem im je kompletni Severov športski objekt dan na korištenje i skrb u dužem vremenskom razdoblju i time je spašen Severov objekt.

## Povijest
Nogometni klub su osnovali 1948. godine nogometni entuzijasti koji su već radili u sindikalnim timovima. Među najznačajnije spadaju: Pavle, Čabai, Geza Buljovčić, Antun Balija, Stevan Mezedi, S. Takač, Jovan Febler i Ladislav Kiš.
Klub je bio zapažene uloge u nogometnoj povijesti sjevera Bačke. Od osnivanja natjecao se u općinskoj, subotičkoj, područnoj, bačkoj i vojvođanskoj ligi. Najveći je klupski doseg Vojvođanska liga. Najveći uspjesi bili su prva mjesta u ligama raznih nivoa natjecanja. Bio ih je glas protagonista lijepog nogometa.
Poznati igrači iz ovog kluba su Dezider Marton i Đorđe Palatinus. Poznati treneri u ovom klubu bili su Lajčo Jakovetić i Tihomir Ognjanov.
Gradski nogometni savez Subotice dodijelio je 11. ožujka 2014. Severu plaketu za 65. jubilej, kad je klub već bio pred gašenjem.

## Vanjske poveznice
- (srp.) Srbijasport FK Sever